# 九六位山
九六位山（くろくいさん）は、大分県大分市東部と臼杵市との境にある山である。標高451.7m。

## 概要
言い伝えによると、百済から日羅上人が来朝し、591年に大分市古国府の岩屋寺を開いた時に、瑞雲がかかるのを見てこの山に登ったところ、9頭の鹿や猪が道案内をした。そこで、日羅上人は千手観音を刻んでこの地に安置し、9頭の鹿や猪に因んで九鹿猪山円通寺（くろくいさん えんつうじ）と名づけたという。円通寺は、霊山の霊山寺、神角寺山の神角寺とともに豊後の三大寺院と称される。門前には樹令1,300年余りのイチョウの巨樹があり、大分県指定特別保護樹木、大分市指定名木に指定されている。
山頂には、唯一の大分市営のキャンプ場である九六位山キャンプ場が開かれており、夏季にはキャンプ客でにぎわう。
山頂の北東を大分県道21号大分臼杵線が北西から南東に走っており、この路線が九六位山の尾根を越える峠は九六位峠と呼ばれる。九六位峠からは尾根伝いに九六位山の山頂付近まで林道が通じている。また、山頂のほぼ直下を東九州自動車道の九六位トンネルが通っている。